# Шимун Каталініч
Шимун Каталініч (італ. Šimun Katalinić, 17 вересня 1889 — 4 березня 1977) — італійський академічний веслувальник.
Бронзовий призер Олімпійських Ігор 1924 року в складі вісімки.
Чемпіон Європи 1923 року в складі вісімки, срібний призер 1922 року в складі вісімки.